# کوه اوداکه
اُوداکِه سان (به ژاپنی: 大岳山) یکی از کوه‌های توکیو در ژاپن است. این کوه در ناحیهٔ 
اوکوتاما قرار دارد. کوه اوداکه را می‌توان سمبل رشته کوه‌های اوکوتاما (奥多摩) به حساب آورد. در چهار فصل سال تعداد زیادی از کوهنوردان از اوداکه دیدن می‌کنند. این کوه  ۱۲۶۶ متر ارتفاع دارد و نام آن در فهرست  ۲۰۰ کوه برگزیدهٔ ژاپن نیز آمده‌است. 
برای رسیدن به نقطهٔ آغازین مسیر کوه‌پیمایی در ایستگاه اوکوتاما (奥多摩駅) می‌توان از خطوط قطار جی آر و از خط اومه استفاده کرد. از ایستگاه شینجوکو در داخل توکیو تا ایستگاه اوکوتاما (奥多摩駅) که آخرین ایستگاه این خط فرعی است، در حدود ۱ ساعت و ۴۰ دقیقه با قطار طول می‌کشد. 

## نگارخانه

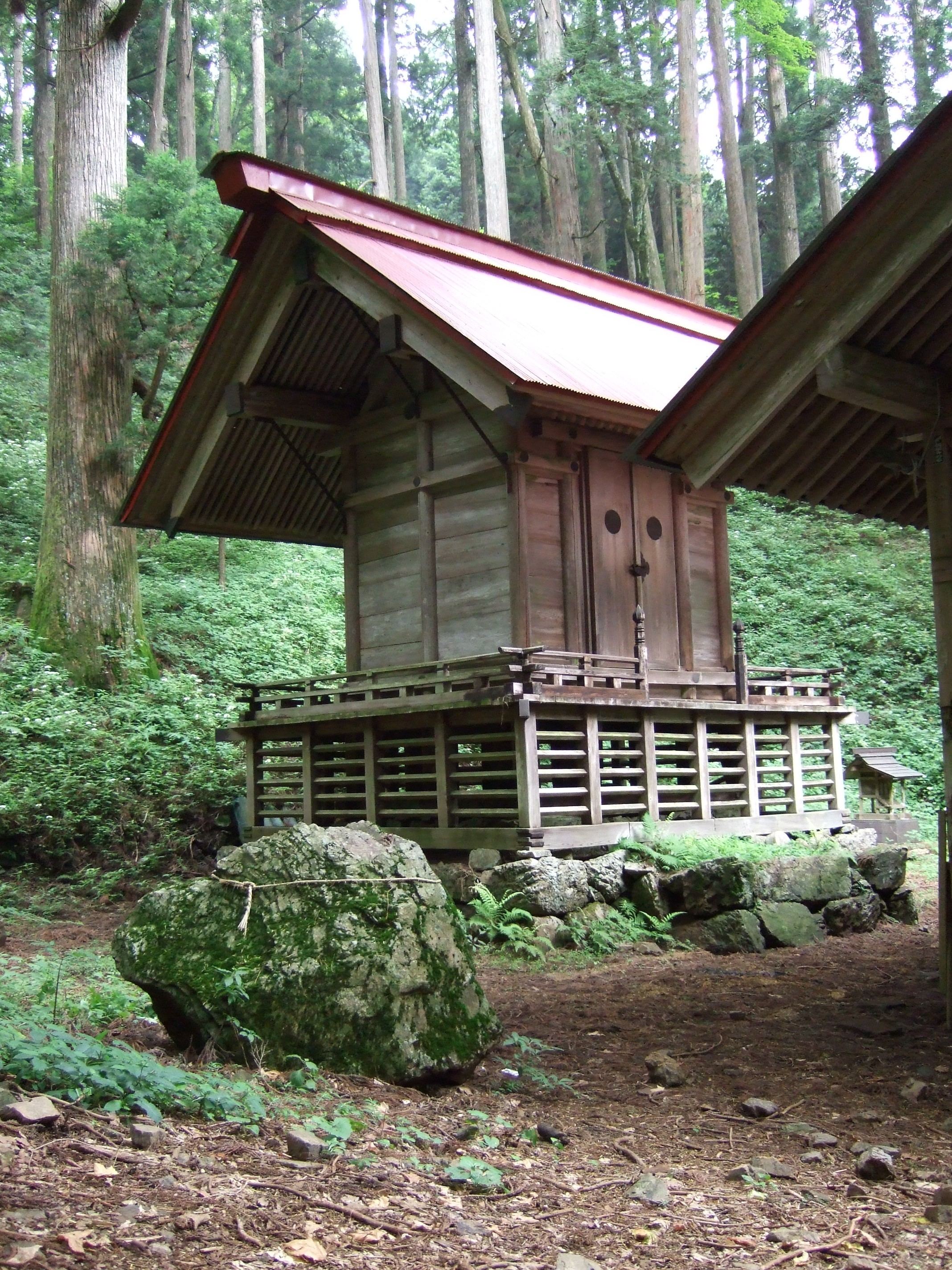
کوه اوداکه (大岳山). برای بهتر دیدن عکس بر روی آن کلیک کنید.